# Іван VII
Іван VII (лат. Ioannes; ? — 18 жовтня 707, Рим, Візантійська імперія) — вісімдесят шостий папа Римський (1 березня 705—18 жовтня 707), за походженням грек, народився у Россано в Калабрії. Підтримував добрі стосунки з ланогобардами, які правили значною частиною Італії. Відомий також своїм стараннями по прикрашенню фресками церкви Санта Марія Антіква. Його портрет викладений мозаїкою знаходиться у Ватиканських музеях.